# يان ماكجريجور
يان ماكجريجور (بالإنجليزية: Ian MacGregor)‏ هو شخصية أعمال ومهندس أمريكي، ولد في 21 سبتمبر 1912، وتوفي في 13 أبريل 1998.

## وصلات خارجية
- يان ماكجريجور على موقع مونزينجر (الألمانية)